# Rembau
Huyện Rembau là một huyện thuộc bang Negeri Sembilan của Malaysia. Huyện Rembau có dân số thời điểm năm 2010 ước tính khoảng 42366 người.